# Strix Television
STRIX Television — шведская телевизионная продюсерская компания, основанная в 1988 году. Шведская материнская компания, в то время принадлежавшая MTG, имела офисы в Амстердаме, Копенгагене, Осло, Тель-Авиве и Праге. Сегодня существуют две отдельные компании Strix: Strix Television в Швеции и Strix Televisjon в Норвегии , обе принадлежат Fremantle.
Это крупный международный участник формата реалити-шоу, известного как «Выживший». С 1997 года Стрикс продюсирует «Экспедицию Робинсона» для постоянно растущей аудитории по всей Европе. Компания также разработала, произвела и распространила другие форматы реальности, такие как «Ферма», «Бар» и «Гарем».
Игры STRIX Survivor по всему миру:
- Survivor
- Экспедиция Робинзона